# Plaza de Bernardo Robles (Soria)
La plaza de Bernardo Robles es una vía pública ubicada en la ciudad de Soria (España). Es también conocida con el nombre de Plaza de Abastos por acoger el edificio dedicado a ese fin aunque el nombre con el que se conoció hasta el siglo XX fue el de Plaza de Teatinos.

## Historia
El origen de esta plaza se encuentra en la antigua parroquia de San Miguel de Montenegro, una de las 35 que aparecen en el censo poblacional de 1270 elaborado por Alfonso X. Esta iglesia desapareció en el año 1600 dando paso a la Plaza de Teatinos. Fue una de las iglesias más importantes, lugar de reunión de los Doce Linajes hasta que construyeron su palacio. Su nombre es recordado por una de las calles que da acceso a la plaza y su santo titular dio nombre a una de las cuadrillas en las que se halla dividida la ciudad.
Según Nicolás Rabal, el nombre con el que se conoce a la plaza proviene del Colegio de la Compañía de Jesús ya que se parecía al de los monjes de Teati. Siempre estuvo ligada a los estudios por hallarse en las inmediaciones el citado Colegio. Durante el siglo XX la plaza concentró hasta tres edificios dedicados a la enseñanza, el Colegio de san Saturio, el Colegio de la Presentación y el de los PP. Eudistas (ocupado posteriormente por los PP. Franciscanos). 
Con la construcción del Mercado de Abastos, la plaza comenzaría su andadura como principal referente del comercio en el centro de la capital.

## Mercado de Abastos
En torno al año 1830 el Consistorio soriano comienza a plantearse la necesidad de crear un mercado cubierto que aglutinara la actividad comercial, para evitar la proliferación de puestos ambulantes y mejorar las condiciones higiénicas de los diferentes puestos. El Consistorio encarga un estudio a Dionisio Badiola en 1848 pero es desechado por falta de liquidez económica.
En el año 1853 se plantea la opción de comprar una huerta anexa al antiguo Palacio de los Vinuesa, en la plaza de San Esteban y al año siguiente se adjudicarían las obras. Sin embargo se paraliza la iniciativa y se vuelve a empezar de nuevo, esta vez pensando en ubicar el mercado en la Plaza de Teatinos sin llegar a ninguna concreción.
A principios del siglo XX se presentaría otro proyecto para la San Esteban que tampoco llegaría a materializarse hasta que entró en juego la empresa Novella&Cia de Valladolid. En 1912 presentó la propuesta de construir un mercado de abastos en la Plaza de Bernardo Robles. Se proponía un edificio construido con hierro de una sola planta sobre la que se asentarían distintos puestos dedicados a la venta de carne y pescado. La zona central quedó reservada para el despacho de frutas y verduras. La dimensión de los puestos oscilaba entre los 5,50 y los 2,48 metros cuadrados y contaba también con una oficina, varios servicios y una fuente central ornamental. El arquitecto municipal Félix Hernández Giménez realizó algunas modificaciones en el proyecto como reducir el número de tiendas y sustituir algunos materiales, como el vidrio de la claraboya por zinc ondulado. El edificio quedó inaugurado el 30 de junio de 1914. Las obras de reforma realizadas posteriormente en 1952 y en 1986 desvirtuaron completamente el edificio primitivo, perdiendo la imagen característica de mercado de principios del siglo XX.
A principios del siglo XXI, la Sociedad Estatal Mercasa elaboró un proyecto que incluía la remodelación del edificio original del mercado. Las obras de demolición del antiguo mercado comenzaron en octubre de 2013. El nuevo mercado se ha estructurado en varios ejes. El principal ha sido erigido en el emplazamiento del edificio antiguo. La entreplanta del nuevo edificio está dedicada a servicios de cara a los clientes y a los propios comerciantes. Este edificio está comunicado subterráneamente con un edificio anexo construido con el mismo material en el que se ha habilitado una nueva área comercial. La parte soterrada (tres plantas) de la nueva plaza de Abastos incluye aparcamientos para clientes y residentes y un autoservicio alimentario.

## Palacio del Marqués de la Pica
Este palacio del siglo XV perteneció a la familia Bravo de Saravia la cual obtuvo el marquesado de la Pica en 1684. Afincados en Chile y de origen soriano eran descendientes del linaje de los Salvadores y, antes que marqueses, fueron señores de La Pica y Almenar. Emparentaron con otros nobles, en principio sorianos, como los Castejones de Ágreda.
El palacio tiene dos pisos y su fachada de mampostería muestra, como en la mayoría de los palacios de la época, el típico arrabaz que cobija la puerta abierta en arco de medio punto y el balcón, y escudos de la familia Bravo de Saravia. A principios del siglo XX en el palacio se instaló el Colegio de la Presentación y tras ser adquirido por el Ayuntamiento de Soria fue sede de la Banda Municipal. En la actualidad y después de su remodelación, es la sede de las Aulas de la Tercera Edad.

## Colegio San Saturio
Según Luis Bello, este edificio fue el antiguo Colegio de Humanidades construido por los jesuitas en el siglo XVIII perteneciente al Colegio de la Compañía de Jesús. Tras diversos avatares, aquí llegarían las Escuelas Públicas de Soria, aunque sus instalaciones serían un tanto precarias. José Tudela cuando escribe sobre “Las escuelas públicas” en La Voz de Soria el 29 de marzo de 1927 dice que: “Se ha desvanecido ya la errónea creencia de que las locales escuelas de la Plaza de Abastos sean buenas y suficientes, son mejores que los locales anteriores que accidentalmente ocuparon en el Palacio que fue del Conde de Gómara y al tener que salir de allí, se habilitaron los actuales aprovechando unos locales del Ayuntamiento y allí se metieron todas las escuelas… menos las del Carmen”. Como el hacinamiento de niños en estas Escuelas clamaba al cielo, se construyó otro edificio, destinado a Escuelas Públicas inaugurado en febrero de 1934 al que se dio el nombre de Manuel Velasco. Aquel mismo año se incendió el inmueble de la Plaza de Bernardo Robles. En 1936, los dos Centros pasaron a denominarse San Saturio, continuando con esta denominación hasta 1972, en que cada uno pasa a denominarse de una manera diferente: La Arboleda (antiguo Manuel Blasco) y San Saturio (Plaza Bernardo Robles).
En los años 30, Águeda Atienza, María Rubio y Dorotea se encargaban de los párvulos del Centro de la Plaza de Abastos. Durante la Guerra Civil, este edificio sirvió de cuartel para los italianos. El patio estaba separado del Instituto Antonio Machado por una tapia. Los italianos, según testimonio de una conserje, “comían muchos macarrones y traían chocolatinas”. Durante esa época, La Arboleda era el único refugio existente en Soria, y fue utilizado como hospital de Sangre. 
En 1952, el Colegio San Saturio se convirtió en el Centro de prácticas de la Escuela Normal de Soria. También estaban allí las aulas preparatorias para el ingreso en el Instituto Antonio Machado. En 1973, comenzó a impartir la EGB, hasta el curso 1993-1994, que fue desalojado. En junio de 1995, la Escuela Oficial de Idiomas de Soria entraría a ocupar el inmueble, lugar en el que hoy en día se encuentra aunque no por mucho tiempo ya que se ha proyectado su traslado a la Avenida de Valladolid. 
El edificio está construido en mampostería y tiene cuatro pisos (el último añadido en la última ampliación). La fachada se distribuye mediante una serie de vanos adintelados y sobre la entrada principal existía un escudo, que fue borrado, y del que aún queda alguna huella. Este escudo podría ser el de los jesuitas, borrado tras su expulsión, al igual que ocurrió con el escudo de la fachada principal del Colegio, sustituido por el de Carlos III.

## Colegio San José

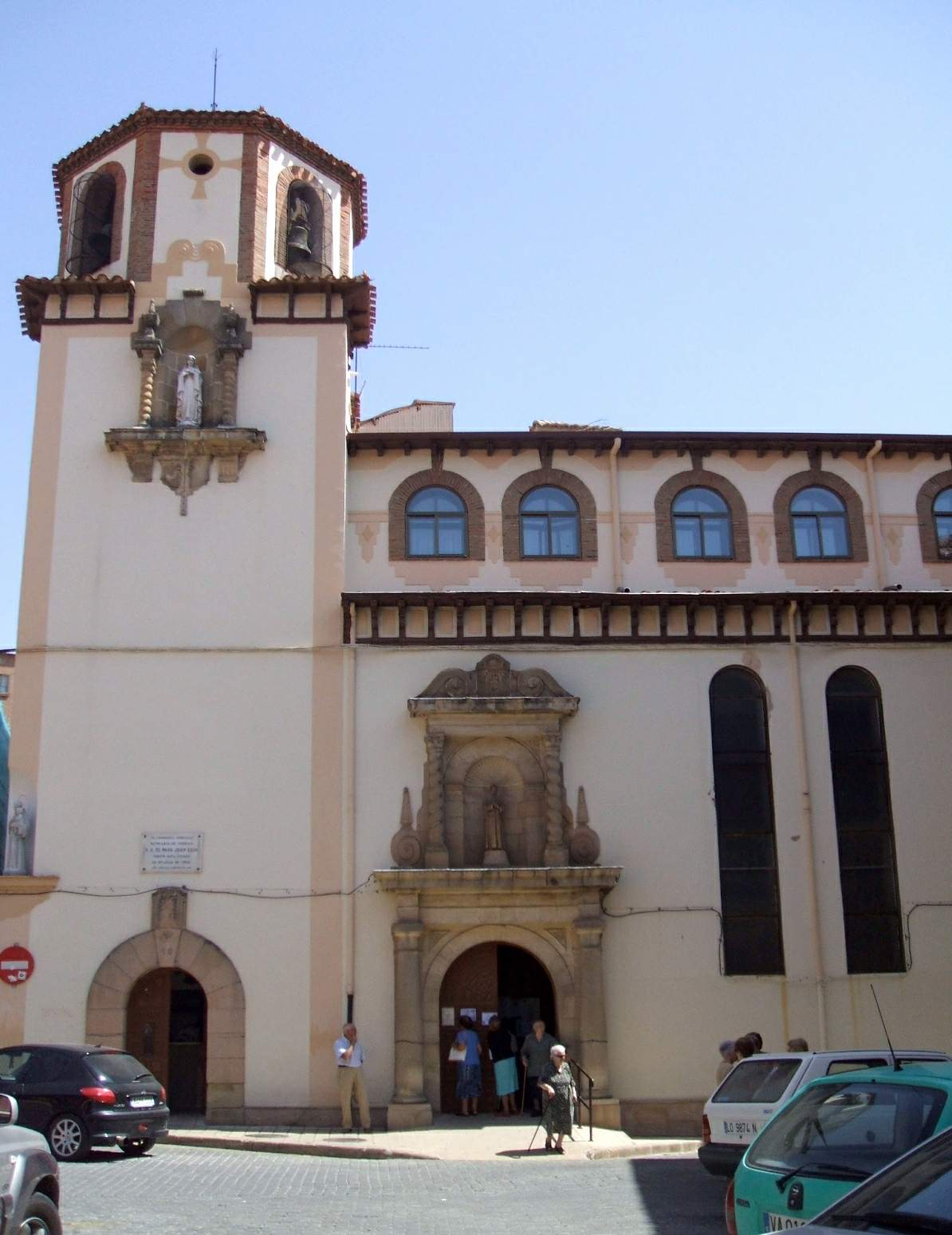
Iglesia de los Padres Franciscanos.

En 1908, en tiempos del padre Ángel Le Doré, fundaron los eudistas una casa en esta plaza. No maduró la fundación y la comunidad se trasladó a Alsasua, en Navarra. Eran solo cuatro religiosos con una escuela de 80 alumnos.
En el año 1920 son llamados los franciscanos para hacerse cargo de la Fundación Educativa "San José". Los franciscanos, habían estado presentes en la ciudad desde el siglo XIII pero en el año 1835 se produce la "desamortización" y se ven obligados a abandonar la ciudad. Lo que en principio fue antigua casa solariega de los Hinojosa (de la que se conservan los escudos), edificio heredado de los eudistas, con el paso de los años y las necesidades educativas, se fue ampliando el edificio y la plantilla de profesores hasta la actualidad.

### Iglesia de San José
Inaugurado en 1940, se trata de un templo de estilo ecléctico con elementos neobarrocos de planta rectangular de orientación noroeste sudeste, dividido en tres tramos por arcos fajones de medio punto y con cubierta plana con decoraciones de escayola, coro alto a los pies, capilla en el lado del Evangelio y entrada a los pies del lado de la Epístola.
La portada de acceso, realizada en arenisca, se compone de dos cuerpos y se abre en arco de medio punto. El acceso está flanqueado por dos columnas dóricas peraltadas que sostienen un entablamento que da paso al segundo cuerpo en el que figura una imagen en bulto redondo de San Francisco dentro de una hornacina avenerada. A ambos lado dos columnas helicoidales sostienen un nuevo entablamento que sostiene el ático, formado por una tarjeta con volutas. Los laterales están rematados con volutas coronadas por pináculos piramidales con pequeñas bolas.
El tramo presbiterial rectangular está separado de la nave por un arco triunfal polilobulado y se cubre con una serie de bóvedas nervadas en escayola. La nave se ilumina por una serie de ventanales rasgados en el muro de la Epístola que se cierran con vidrieras de colores que representan a los principales santos principales de la orden seráfica, además del titular del colegio y del patrón de Soria, San Saturio, representado de cuerpo entero.